# NBA Street
NBA Street és un videojoc de bàsquet desenvolupat per EA Canada. Va ser llançat el 18 de juny de 2001 per a PlayStation 2 i el 17 de febrer del 2002 per a GameCube. Combina el talent i els grans noms de l'NBA amb l'actitud i l'atmosfera del streetball. NBA Street va ser seguida per l'NBA Street vol. 2, NBA Street V3, i el NBA Street Homecourt.